# Philibert de Montjeu
Philibert de Montjeu (* um 1374 in Autun; † 19. Juni 1439 in Prag) war ein französischer Geistlicher, Bischof von Coutances und Legat des Konzils von Basel.

## Leben
Väterlicherseits stammte Philibert de Montjeu aus einer alten burgundischen Adelsfamilie, die Montjeus waren darüber hinaus eine der vermögendsten Adelsfamilien im Burgund jener Zeit. Zu seinen Verwandten zählten eine Reihe von bedeutenden Kirchenmännern, so etwa sein Onkel Philibert de Saulx, Bischof von Amiens (1414–1418). Philibert studierte an der Universität von Paris und trat 1406 in den Dienst des Herzogs Johann Ohnefurcht. Seine höfische Karriere endete jedoch im Jahre 1419 abrupt mit der Ermordung Johann Ohnefurchts.
Öffentlich wirksam wurde Philibert de Montjeu erst wieder im Jahr 1423 im Zusammenhang mit dem Konzil von Pavia und Siena, wo er wohl als inoffizieller Interessenvertreter der anglo-französischen Regierung auftrat, die den besetzten Nordteil des Königreichs Frankreich beherrschte. Ab 1426 begegnet er als Rat in ebendieser Regierung. Am 10. Mai 1424 wurde ihm das Bistum Coutances in der Normandie übertragen. Er war Teilnehmer des Basler Konzils, wo er engen Kontakt zu seinen Landsleuten, Abt Alexander von Vézelay und Barthélemy du Fraigne hielt. 1432 wurde er Präsident des Konzils und im April 1433 Leiter der Gesandtschaften zu den Hussiten. Nach der Einigung mit den Böhmen versuchte er als vom Konzil ernannter apostolischer Legat, den katholischen Glauben in Böhmen wieder zu festigen. Im Zuge dieser Bemühungen spendete er dem Bischof von Olmütz Paul von Miličin und Talmberg  am 31. Juli 1435 in Brünn die Bischofsweihe.
Philibert de Montjeu starb am 19. Juni 1439 in Prag und wurde im Veitsdom beigesetzt.